# Ахмедбейли (Физулинский район)
Ахмедбейли́ (азерб. Əhmədbəyli) — село в Физулинском районе Азербайджана, в 35 км от города Физули, транспортный узел на трассе Алят — Агбенд.

## История

### Период Российской империи
Согласно «Описанию Карабагской провинции» 1823 года в азербайджанской (в источнике — «татарской») деревне Ахматбеглы магала Хурдапара-Дизах имелось 2 дыма.
По данным Свода статистических данных о населении Закавказского края, извлеченных из посемейных списков 1886 года, в селе Ахмедбеклу Каракеллинского сельского округа Джебраильского уезда Елизаветпольской губернии было 4 дыма и проживало 20 азербайджанцев (указаны как «татары»), по вероисповеданию — шииты. Всё население являлось беками. 
По данным «Кавказского календаря» на 1915 год в селе Ахмедбеклу Карягинского уезда проживало 42 человека, в основном азербайджанцев, указанных в календаре как «татары».

### Карабахский конфликт
В августе 1993 года во время Первой карабахской войны село Ахмедбейли, расположенное вблизи зоны военных действий, оказалось захвачено армянскими войсками и подверглось разрушению. Жители покинули село. В январе 1994 года в ходе зимнего контрнаступления азербайджанской армии удалось восстановить контроль над Ахмедбейли и вернуть в село жителей.

## Инфраструктура
В Ахмедбейли имеется средняя школа. 
В 2013 году село было газифицировано. 
В ноябре 2020 года было начато строительство автомобильной дороги Ахмедбейли — Физули — Шуша длиной 101,5 км и шириной 37,7 м. 7 ноября 2021 года дорога была сдана в эксплуатацию.
3 июля 2025 года сдана в эксплуатацию вторая дорога по тому же маршруту, Ахмедбейли — Физули — Шуша, пролегающая параллельно первой. Протяжённость дороги — 81,7 км.